# Trnovska vas
Trnovska vas este o localitate din comuna Trnovska vas, Slovenia, cu o populație de 312 locuitori.